# Giuseppe Di Vittorio
Giuseppe Di Vittorio (né le 11 août 1892 à Cerignola, dans la province de Foggia, dans la région des Pouilles et mort le 3 novembre 1957  à Lecco) était un homme politique, antifasciste et syndicaliste italien. Contrairement à la majorité des syndicalistes du XXe siècle issus de la classe ouvrière, Di Vittorio vient de la classe paysanne.

## Biographie
Giuseppe Di Vittorio est fils d'ouvrier agricole, la classe sociale la plus nombreuse en ces temps dans les Pouilles, et est autodidacte. Dès son adolescence, il mène une intense activité politique et syndicale et à 15 ans il participe au Cercle des jeunesse socialistes de Cerignola. En 1911 il dirige la Camera del lavoro (bourse du travail) de Minervino Murge.
En 1912, Di Vittorio entre dans l'Unione Sindacale Italiana. Selon les dires de Randolfo Pacciardi, démentis par Di Vittorio dans une interview à Felice Chilanti, il était interventionniste en 1914.
En 1915, il est appelé à servir dans l'infanterie comme bersaglier, et est gravement blessé. Il est ensuite envoyé à Bardia en Libye et rentre en Italie en 1919.

### Le passage au communisme
En 1921, il s'inscrit au Parti socialiste et est élu député, alors qu'il est détenu dans la prison de Lucera. Il prend la tête de la camera del lavoro de Bari où il organise la défense du siège de la chambre avec d'anciens officiers légionnaires de Fiume, des socialistes, des communistes et des anarchistes rassemblés autour de Arditi del Popolo. Ils sortiront victorieux de ce combat contre les squadristi fascistes de Giuseppe Caradonna.
Trois ans après la scission de Livourne, il adhère au Parti communiste italien en 1924 dont il reste membre jusqu'à la fin de sa vie. Il se présente aux élections de 1a même année mais n'est pas réélu.
En 1925, il est condamné par le Tribunal spécial pour la sécurité de l’État (Italie) à 12 ans d'emprisonnement, il se réfugie en France où il présente la dissolution de la Confédération générale du travail (CGdL) Modèle:Reference nécessaire dans l'Internationale des syndicats « rouges ». De 1928 à 1930, il séjourne en Union des républiques socialistes soviétiques et représente l'Italie dans la nouvelle Internationale paysanne, puis il renvient à Paris où il entre dans le bureau du PCI.

### Les guerres
Pendant la guerre d'Éthiopie, sur indication du Comintern, il envoie trois communistes appelé « les trois apostoliques » (I tre apostoli) parmi lesquels Ilio Barontini pour organiser la guérilla locale contre l'invasion fasciste.
Avec d'autres antifascistes, il participe à la guerre civile espagnole et en 1937, il dirige à Paris un journal antifasciste. En 1941, il est arrêté par la police fasciste et envoyé en exil à Ventotene. En 1943, il est libéré par les partisans et au cours des dernières années de la Seconde Guerre mondiale, il prend part à la Résistance au sein de la Brigade Garibaldi.

### L'après-guerre
En 1945, Giuseppe Di Vittorio est élu secrétaire de la Confédération générale italienne du travail qui avait été reconstitué l'année d'avant à la suite d'un accord avec Achille Grandi et Oreste Lizzardi (pacte de Rome) représentant les trois principaux courants syndicaux : communiste, catholique et socialiste. L'année suivante, il est élu député avec le Parti communiste italien (PCI).
L'unité syndicale dure jusqu'en 1948, lorsqu'à l'occasion de la grève générale pour l'attentat contre Palmiro Togliatti, le courant catholique se sépare et crée son syndicat, la CISL, rapidement imité par les sociaux démocrates qui se regroupe dans l'UIL.
En 1956, contrairement au PCI, il prend position contre l'intervention soviétique en Hongrie.
En 1953, Giuseppe Di Vittorio est élu président de la Fédération syndicale mondiale.
Il reste à la tête de la CGIL jusqu'à sa mort avenue à Lecco  en 1957.

### Film biographique
- Pane e Libertà, 2009, par Alberto Negrin